# Amy Can Flyy
Amy Can Flyy (Kürzel: ACF) ist eine 2008 gegründete britische Pop-Punk-/Powerpop-Band aus Bournemouth.

## Geschichte
Die Band besteht aus Benjamin Haynes (Gesang), Chris Smith (Gitarre, Gesang), Fuzz Wuzz (Schlagzeug) und Tom Macleod (Bass) und steht bei dem Independent-Label Horsepower Records unter Vertrag. Dort veröffentlichte die Gruppe drei EPs, darunter eine Remix-EP. Die Gruppe tourte bereits mehrfach durch Großbritannien und spielte in Manchester, London, Glasgow, Leicester, Southampton und Cardiff. 2010 tourten Amy Can Flyy erstmals als Headliner durch das Vereinigte Königreich. Ihre letzte kleinere Tour hieß die Mini Madness Tour. Sie fand 2011 in Wolverhampton, Wycombe, Cardiff und Brighton statt.
Amy Can Flyy spielten als Vorgruppe für die niederländische Metalcore-Band Haribo Macht Kinder Froh. Das Musikvideo zu dem Song Letting Go Of The Monster wurde bereits bei Lava TV, MTV Rocks, Starz TV und Scuzz TV gesendet. Die Band bezeichnet ihren Musikstil als „Emotronic“.

## Diskografie

### EPs
- 2008: Dinosaurs Go Rawr (Horsepower Records)
- 2010: Letting Go of the Monster (Horsepower Records)
- 2010: Remixed EP (Horsepower Records)

### Videos
- 2010: Letting Go of the Monster